# بویچوکیسم

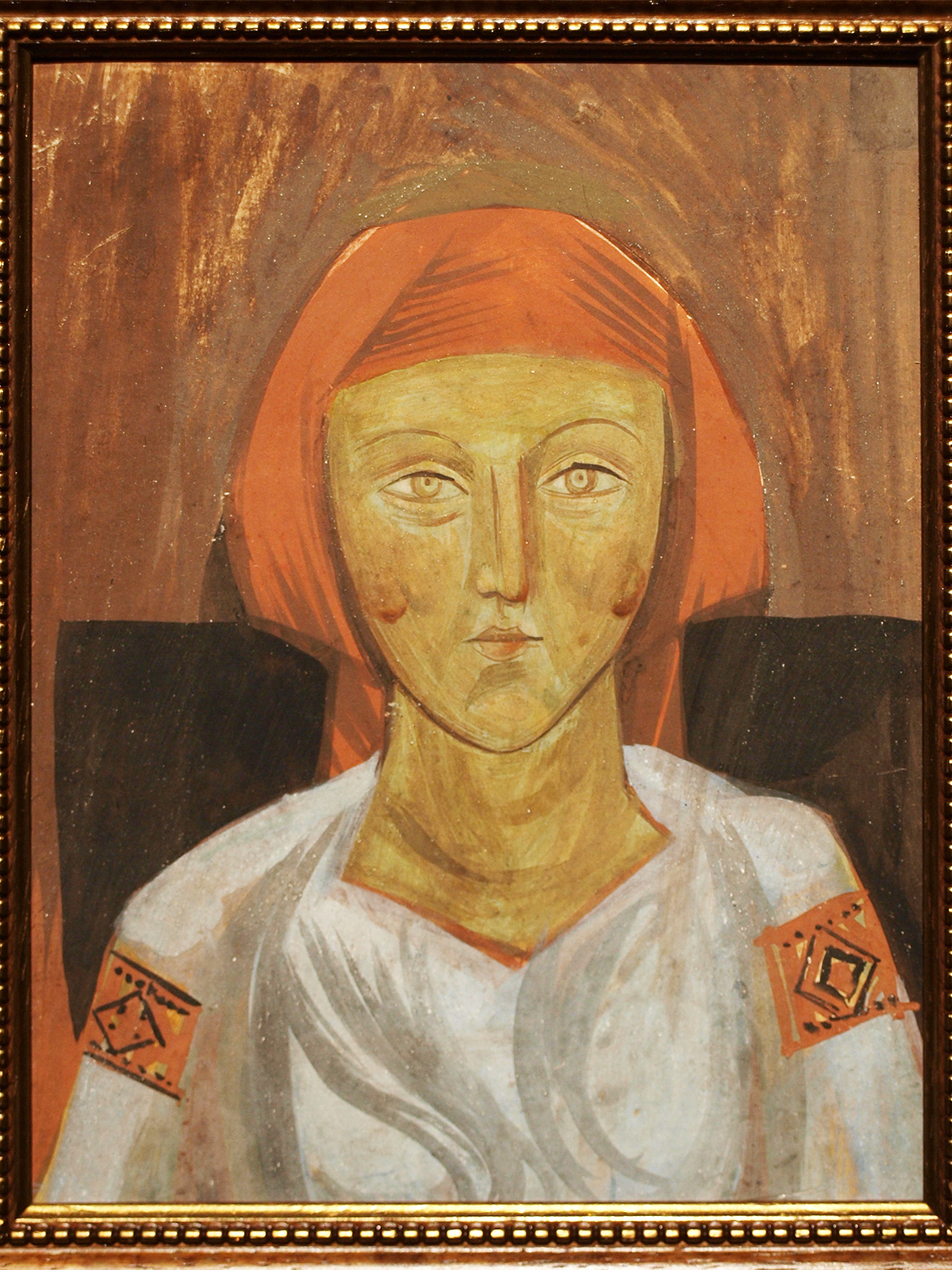
«دختر اوکراینی»، میخایلو بویچوک، دهه ۱۹۱۰ میلادی

بویچوکیسم (به اوکراینی: Бойчукізм) پدیده ای فرهنگی و هنری در تاریخ هنر اوکراین بین دهه‌های ۱۹۱۰ تا ۱۹۳۰ میلادی می‌باشد که با سبک هنری یادبودی-کوبیسمی (ترکیبی) قابل تشخیص است. این سبک هنری از مکاتب اصلی هنر اوکراین است که با ترکیبی از هنر بومی و محلی اوکراین، هنر کلیسای بیزانسی و نقاشی‌های ایتالیایی رنسانسی شکل گرفت. نام این سبک برگرفته از مؤسس این جنبش یعنی میخایلو بویچوک یادمان گرا و طراح گرافیک گرفته شده‌است.

## هنر نو بیزانسی
هنرمندان اروپایی آن زمان مانند پابلو پیکاسو و الکساندر آرکیپنکو و کازیمیر مالویچ، ارتباط میان طبیعت معنوی فرهنگهای باستانی-بومی و زبان قابل شکل‌پذیر آنها را با نگاهی متفاوت درک کردند. بیزانسیسم و هنر نائیف اوکراینی نقطهٔ عطفی برای سبک هنری بویچوکیست‌ها تبدیل شد.
در سال ۱۹۰۹ میلادی بویچوک استودیوی نو بیزانسی خودش را در پاریس افتتاح کرد که همزمان با شروع مکتب و جنبش جدید او همراه بود. بویچوک به دنبال راهی برای احیای هنر اوکراینی بر اساس بهترین دستاوردهای هنر بیزانسی و هنر دورهٔ روس کیف بود. بویچوکیستها در تکنیک نقاشی دیواری فرسکو و ال سکو به واسطه استفاده از از رنگهای مرطوب و خشک رقیق شده با موم به استادی رسیدند.

فرانسوی‌ها این نوآوری را نوسازی بیزانس نامیدند که بعدها به عنوان مکتب یادمان گرایی اوکراین یا بویچوکیسم شناخته شد.

## نظریه هنر جدید اوکراین

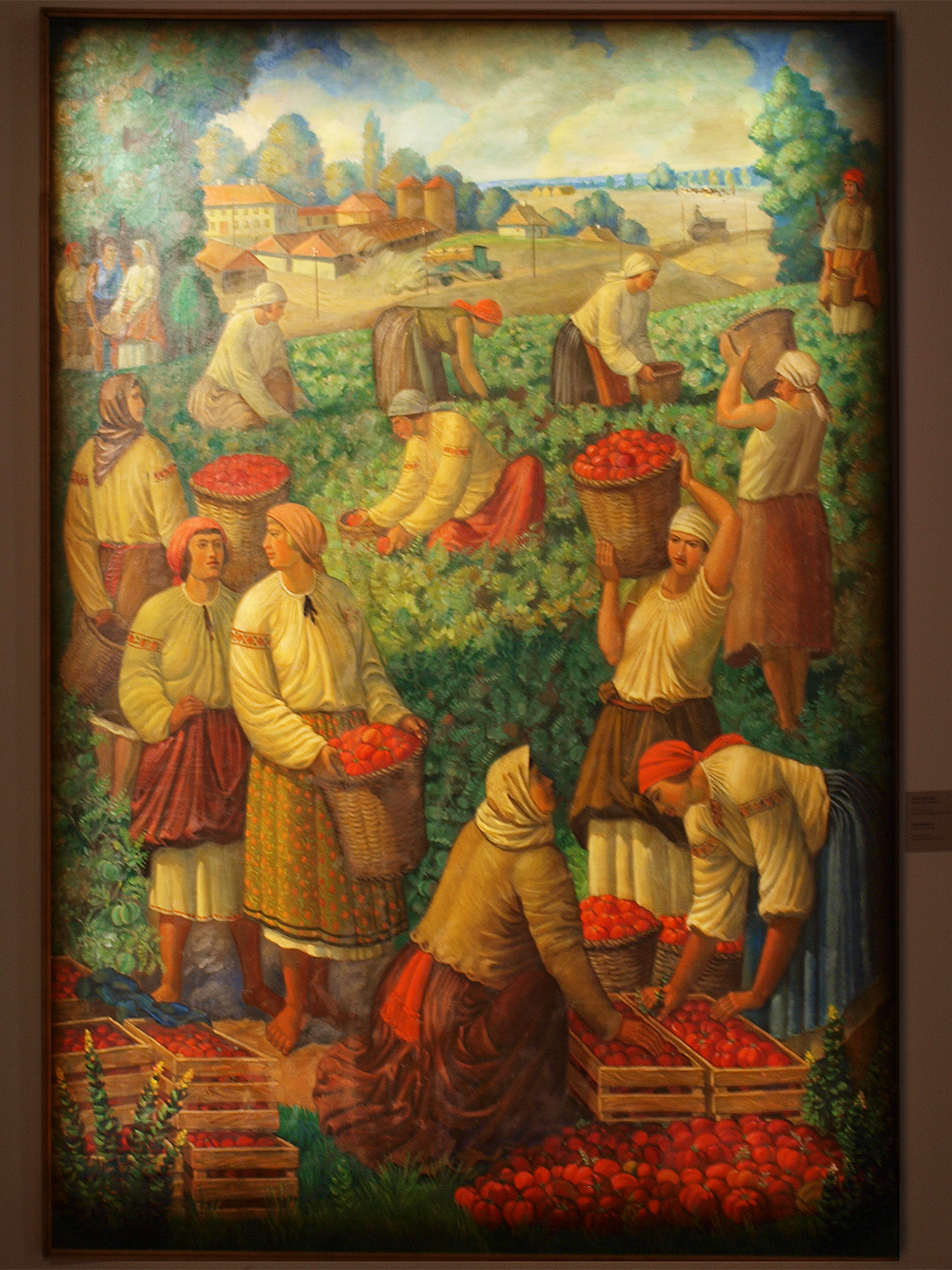
«چیدن گوجه فرنگی»، ایوان پادالکا، ۱۹۳۲

میخایلو بویچوک به دنبال شکل دهی هنر اوکراین و ساخت سبکی از هنر اوکراینی بود تا تبدیل به سبکی ملی شود و عمیقاً در زندگی انسانها حضور داشته باشد.
بویچوک نظریه خود دربارهٔ هنر جدید در اوکراین را ارائه کرد. طبق گفتهٔ منتقدان هنری، «اساس و پایهٔ بویچوکیسم خلق یک سبک ملیست که به وسیله ترکیب بندی منحصر بفرد فرهنگ بالای پلاستیکی(؟) و متعالی به آن هویت داده شده‌است». بویچوکیست‌ها مفهومی از سبک یادواره گرایی را را گسترش و ارتقا دادند که در آن تزیینهای مسطح (که از ویژگیهای فرسکوهای بیزانسی است) را به وسیله توازن و ریتیم و هارمونی رنگی که در نمادهای محلی اوکراین است را باهم ترکیب کردند و ادغام کردند. آثار آنها با سادگی طراحی، ترکیب بندهای ریتمیک ظریف، ترتیب منطقی فرمهای پر شده و خطوط مشخص می‌شود.
بویچوکیست‌ها نه در زمینه ترکیب بندی سه پایهٔ بوم نقاشی، بلکه بر مدیریت محیط انسانی و مفهومی واضح از تولید یک هنر ملی تمرکز داشتند.
در دههٔ ۱۹۲۰ میلادی، بویچوکیست‌ها مدارس خود در حوزه‌های مختلف هنر را توسعه می‌دادند. سوفیا نالپینسکا-بویچوک و ایوان پادالکا در طراحی گرافیک، واسیلی سدلیار، اوکسانا پاولنکو و سرهی کولوس در طراحی صنعتی، و هریوری کومار در سبک نقاشی یادبودگرایی.
بویچوکیست‌ها امیدوار بودند که به واسطهٔ استفاده از یادبودگرایی، تجسمی از مدل یک زندگی متوازنِ ایده‌آل را به نمایش درآورند. آنها هنر آوانگارد خلق کردند و روی ترکیبی از میراث فرهنگی و در بازسازی شکل هنری نو تلاش کردند. آنها زندگی روزمرهٔ روستایی در اوکراین را به یک عمل مقدس و روحانی تبدیل کردند.
در پایان سال ۱۹۲۵میلادی، انجمن هنر انقلابی اوکراین (ARMU) در شهر کیف تأسیس شد و بویچوکیست‌ها را باهم متحد کرد. انجمن ARMU مروج آشناسازی هنر در زندگی روزانهٔ مردم، ترکیب و ادغام آن با زندگی و انکار طبیعتگرایی واقعگرایانه بود. بویچوکیست‌ها به دنبال هویت ملی هنر اوکراین بودند.
بین سال‌های ۱۹۱۹ تا ۱۹۳۵ میلادی، بویچوکیستها بیش از ده عدد تابلوی یادبودگرایانه در کیف، خارکیف، اودسا و استان اودسا کشیدند. مهمترین آنها تزئین پادگان لوتسک در کیف (۱۹۱۹ میلادی)، آسایشگاه VUTSVK در خور خاجیبی در اودسا (۱۹۲۸ میلادی)، خانه مطبوعات به نام میخایلو کوتسیوبینسکی در اودسا (۱۹۲۰ تا ۱۹۳۰ میلادی) و تئاتر چروونوزاوودسکی در خارکیف (۱۹۳۳ تا ۱۹۳۵ میلادی) بود.

## دانشکده فنی هنر و سرامیک مژیریا

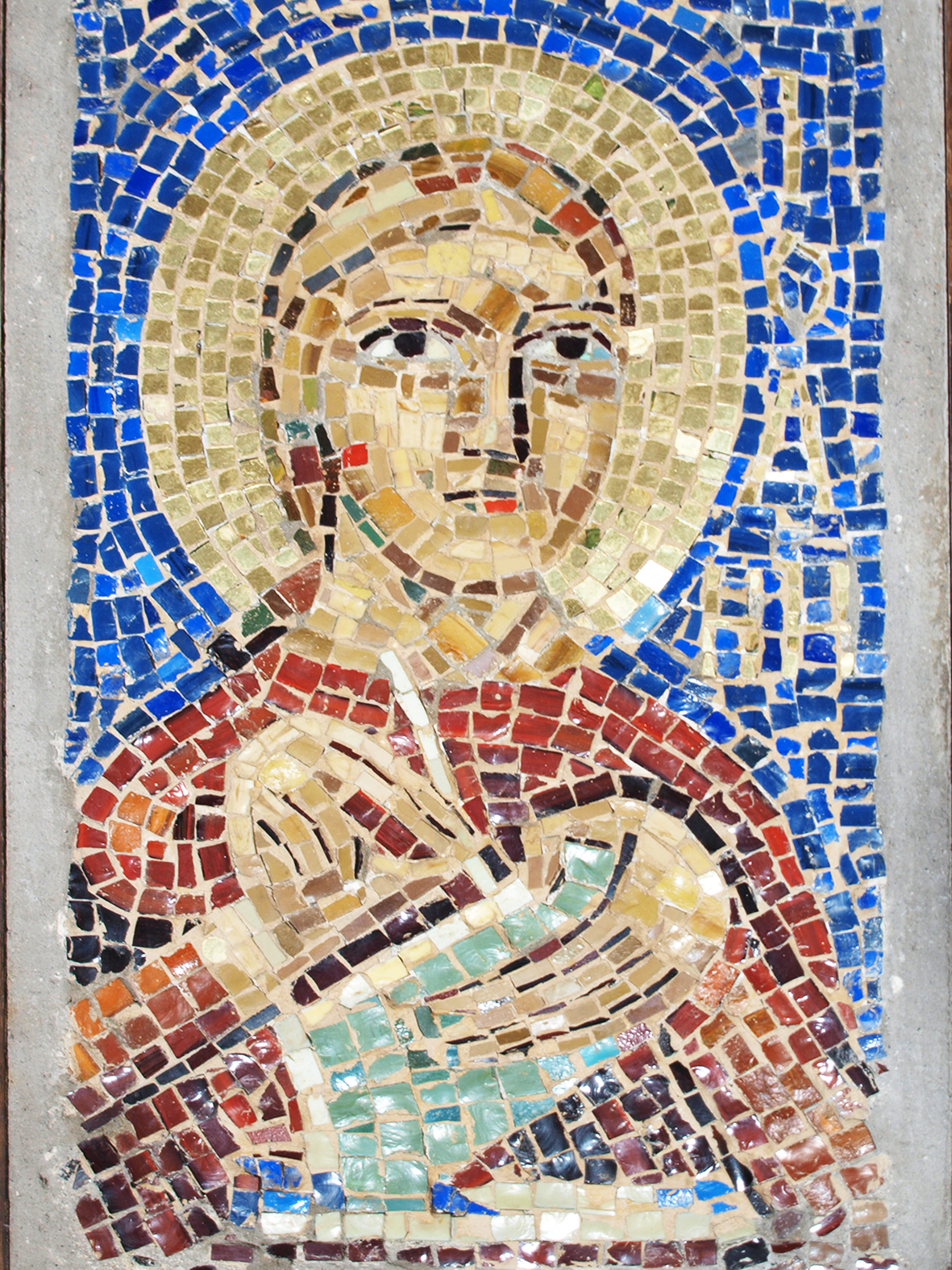
موزاییک سنت جان، میخایلو بویچوک، ۱۹۱۰

در سال ۱۹۱۹ میلادی، کارگاه هنر و سرامیک مژیریا (که از سال ۱۹۲۳ به یک مدرسه فنی ارتقا پیدا کرد) در ملک صومعه مژیریا قرار گرفت، جایی که بویچوکیستها در آنجا کار می‌کردند.
در سالهای ۱۹۲۳ تا ۱۹۲۴ میلادی، دانشجویان و استادان مدرسهٔ فنی، نمایشی عروسکی انقلابی به نام vertep را به کارگردانی منتقد هنری P. Gorbenko سازماندهی و اجرا کردند. تصویرسازیهایی که در فرم حکاکی چوبی در ساختار صحنه نمایش عروسکی بود، توسط دانشجویان کارگاه حکاکی چوب در مؤسسه هنر کیف و با راهنمایی همسر میخایلو بویچوک، سوفیا نالپینسکا-بویچوک ساخته شدند.

## سرکوب و ویرانی
اصول ایدئولوژی و مبانی هنری بویچوکیست‌ها در قالب قدیس شده «هنر شوروی» جا نمی‌گرفت و اتهامات «سوسیالیست‌های مبارز» علیه این مکتب را به تحریف تصاویر مردم شوروی و واقعیت سوسیالیستی برانگیخت.
در اواخر دهه ۱۹۲۰ و ۱۹۳۰ میلادی، بلشویکهای دولتی مبارزه وسیعی علیه "مزارع کولاک " در حومه منطقه اوکراین راه انداختند. به دلیل غالب بودن دهقانان و روستاییان کولاک در نقاشیهای بویچوکیسمی، هنرمندان این جنبش به پروپاگاندای عناصر بورژوا-کولاک، ملی‌گرایی افراطی و فرمالیسم متهم شدند.
گرایش‌های واضح در توسعهٔ هنر ملی در آثار بویچوکیستها عمیقاً اینگونه برداشت شد که با فرهنگ سوسیالیستی دشمن است. نتیجه این مبارزه نابودی بسیاری از هنرمندان اوکراینی و آثار آنها و به‌طور کلی بویچوکیسم بود.
تمام مجموعه نقاشی‌های یادبودگرایانهٔ بویچوکیستها از بین رفت. از تمام آثار و میراث بویچوکیسم، تنها تعدادی طراحی باقی مانده‌است.

## نمایشگاه‌ها
- ۱۹۹۰ م - نمایشگاه "بویچوک و بویچوکیستها، بویچوکیسم" در گالری هنر ملی لویو.
- ۷ دسامبر ۲۰۱۷–۲۸ ژانویه ۲۰۱۸ - نمایشگاه بزرگ "بویچوکیسم. "پروژه" بسبک عالی". در این نمایشگاه بیش از سیصد نقاشی، طرح گرافیک و موزاییک از میخایلو و تیموفی بویچوک، واسیل سدلیار، ایوان پادالکا، سوفیا نالپینسکا، اوکسانا پاولنکو، آنتونینا ایوانوا، میکولا روکیتسکی، سرهی کولوس، اوخریم کراوچنکو به نمایش گذاشته شدند. این نمایشگاه بویچوکیسم را به عنوان یک جهت و سبک هنری کلی در روندهای هنر معاصر جهان در نظر گرفت و سیر تطور و تکامل بویچوکیسم را در بازه‌ای تقریباً سی ساله مطالعه کرد.[۱۳]

## نگارخانه

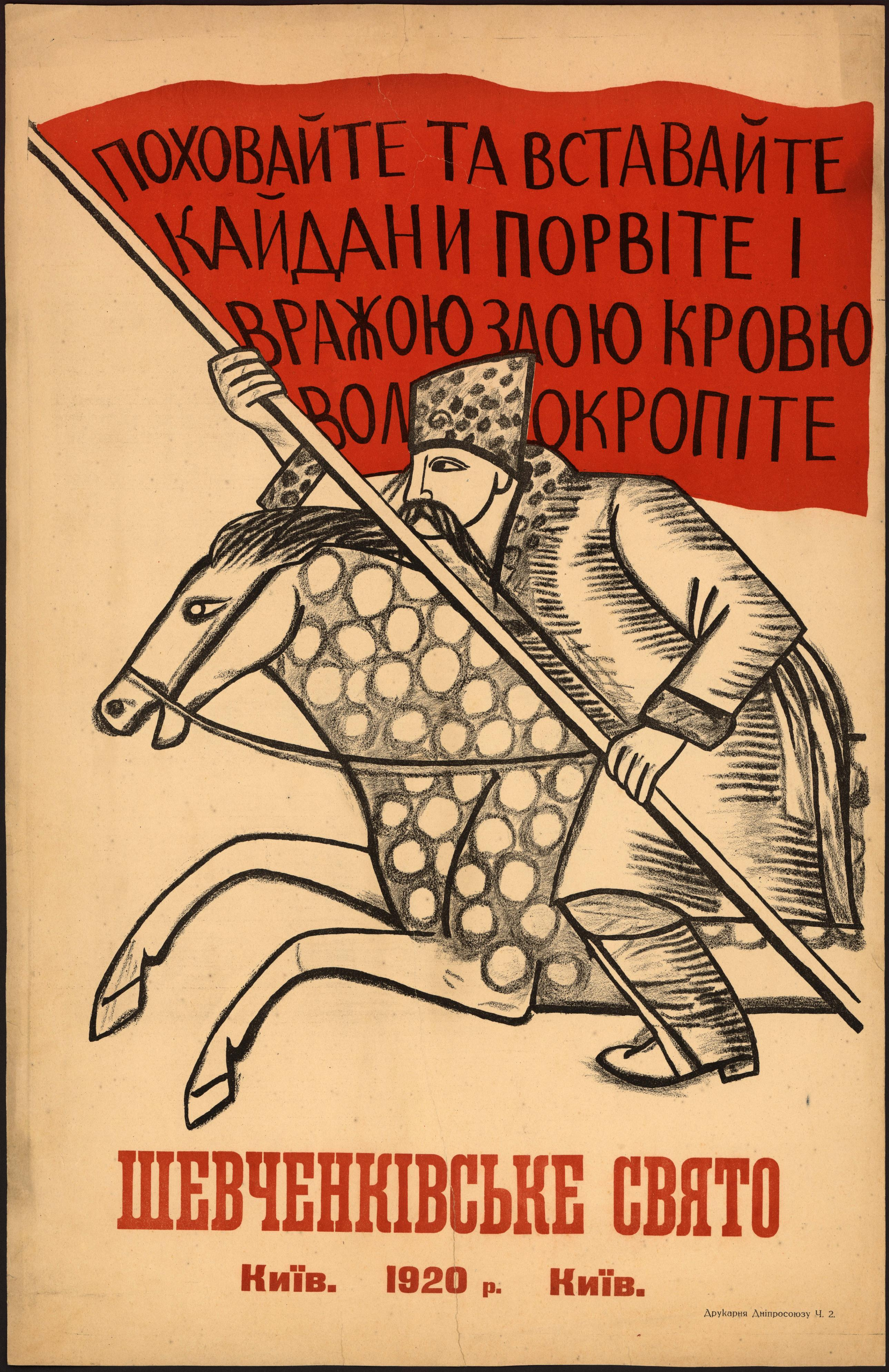
تعطیلات شوچنکو ، میخایلو بویچوک، ۱۹۲۰ میلادی
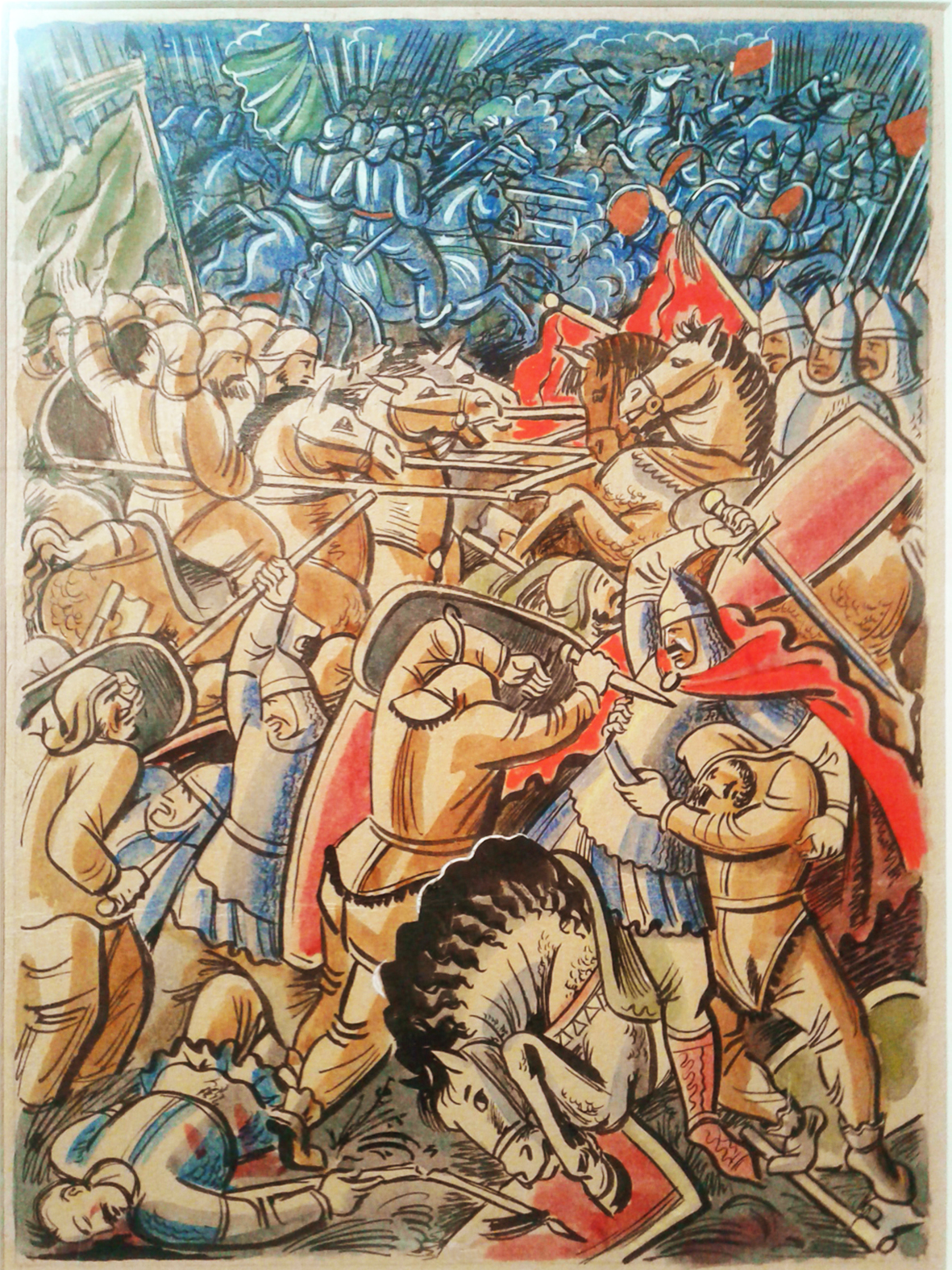
طرحی برای تصویرسازی داستان کمپین ایگور ،  اثر پادلاکا، ۱۹۲۸
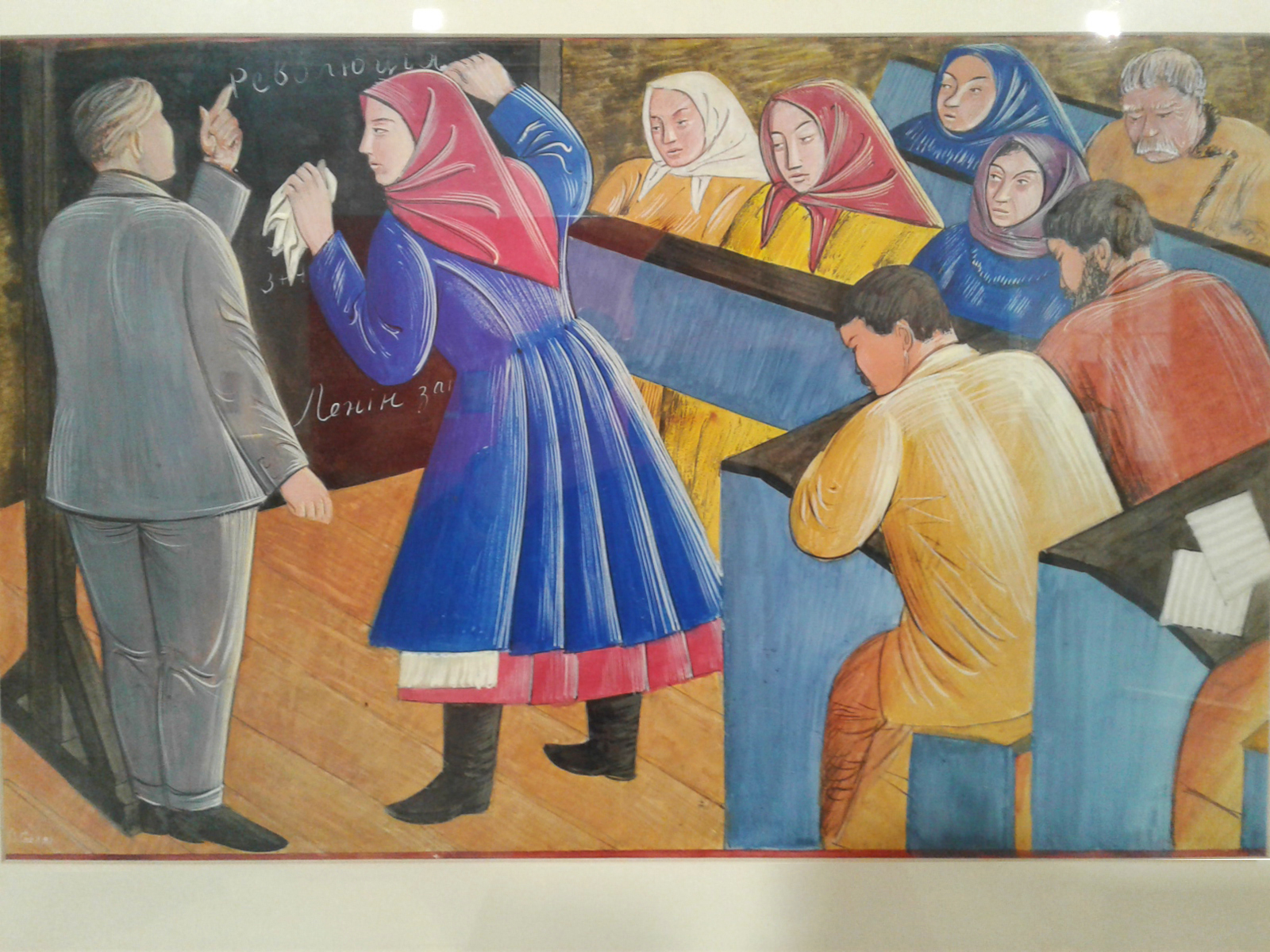
در مدرسه لیکنپ ، واسیل سدلیار
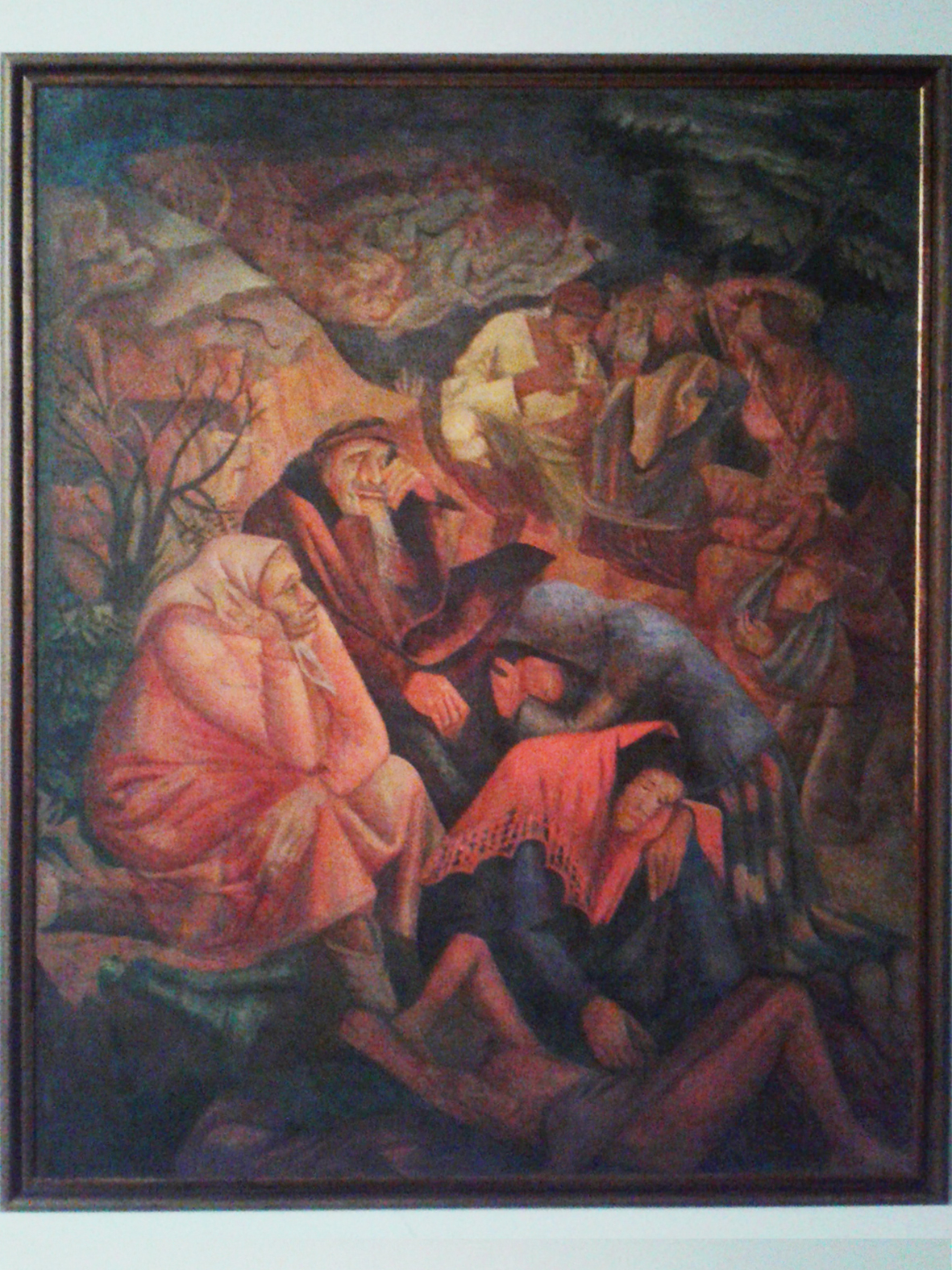
قتل عام یهودیان ، م. شختمان، ۱۹۲۶
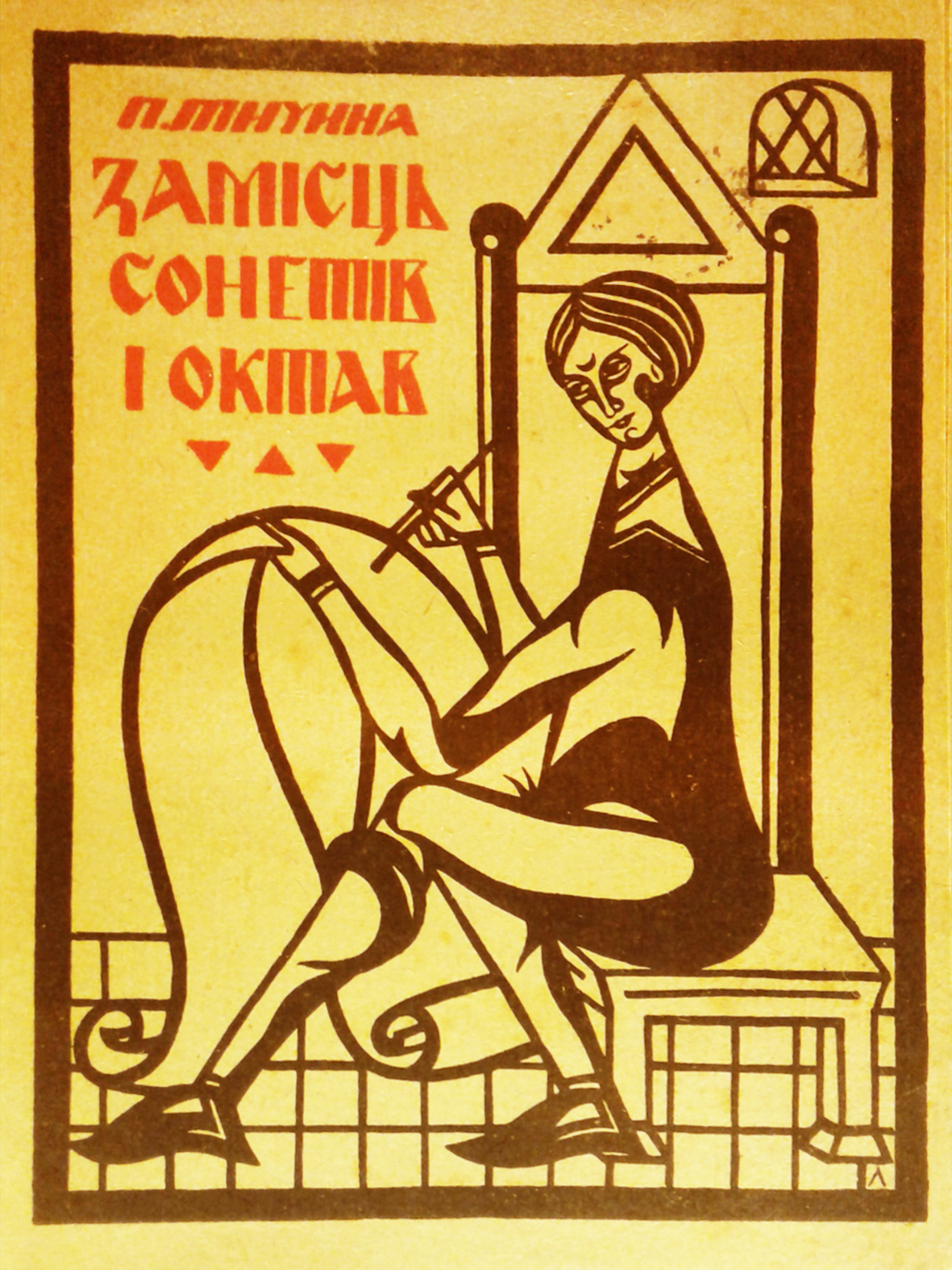
تصویرسازی برای P. Tychyna به جای غزل و اکتاو ، ۱۹۲۰، لوزوفسکی
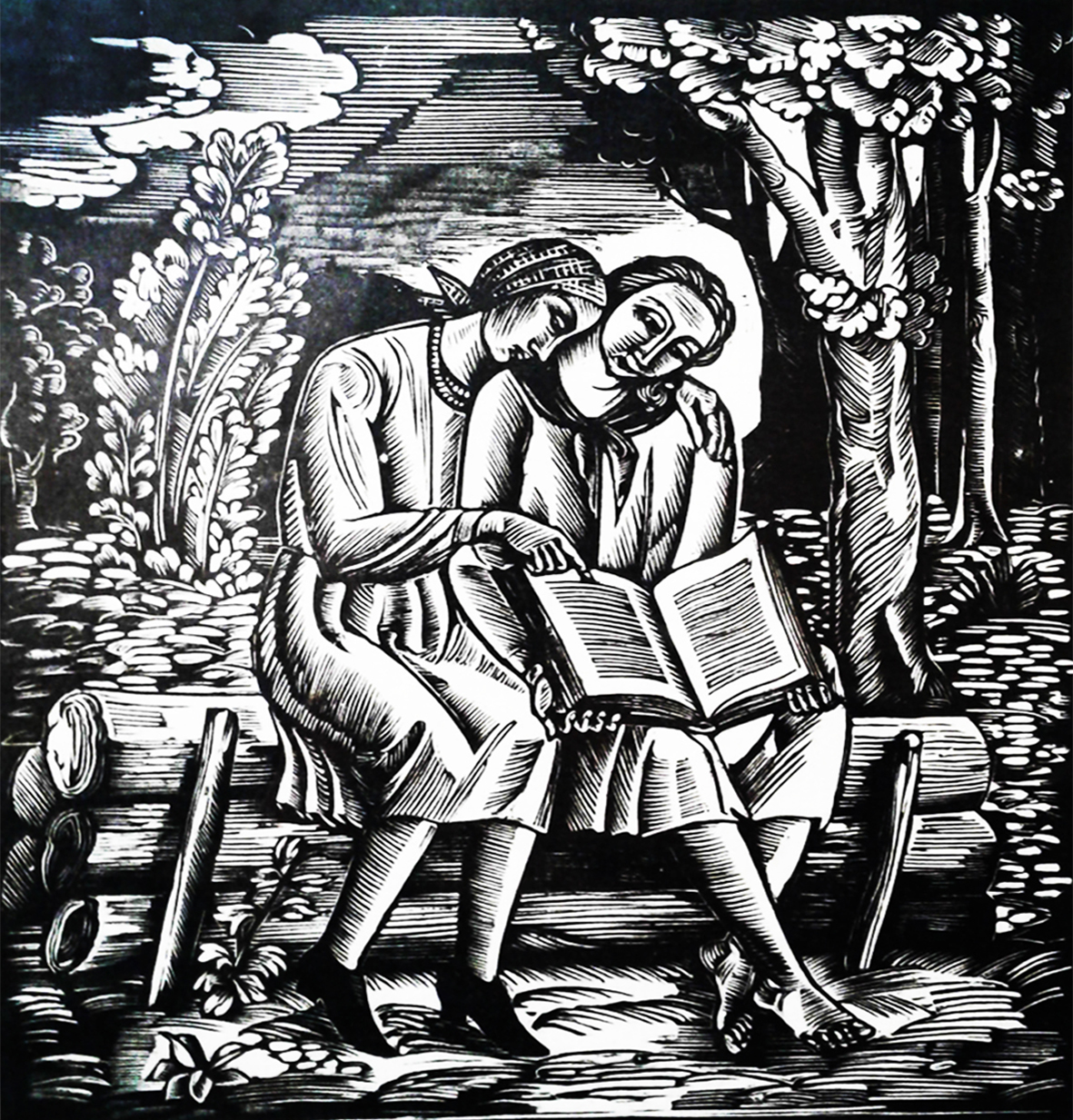
دخترانی با کتاب ، سوفیا نالپینسکا-بویچوک، ۱۹۲۷
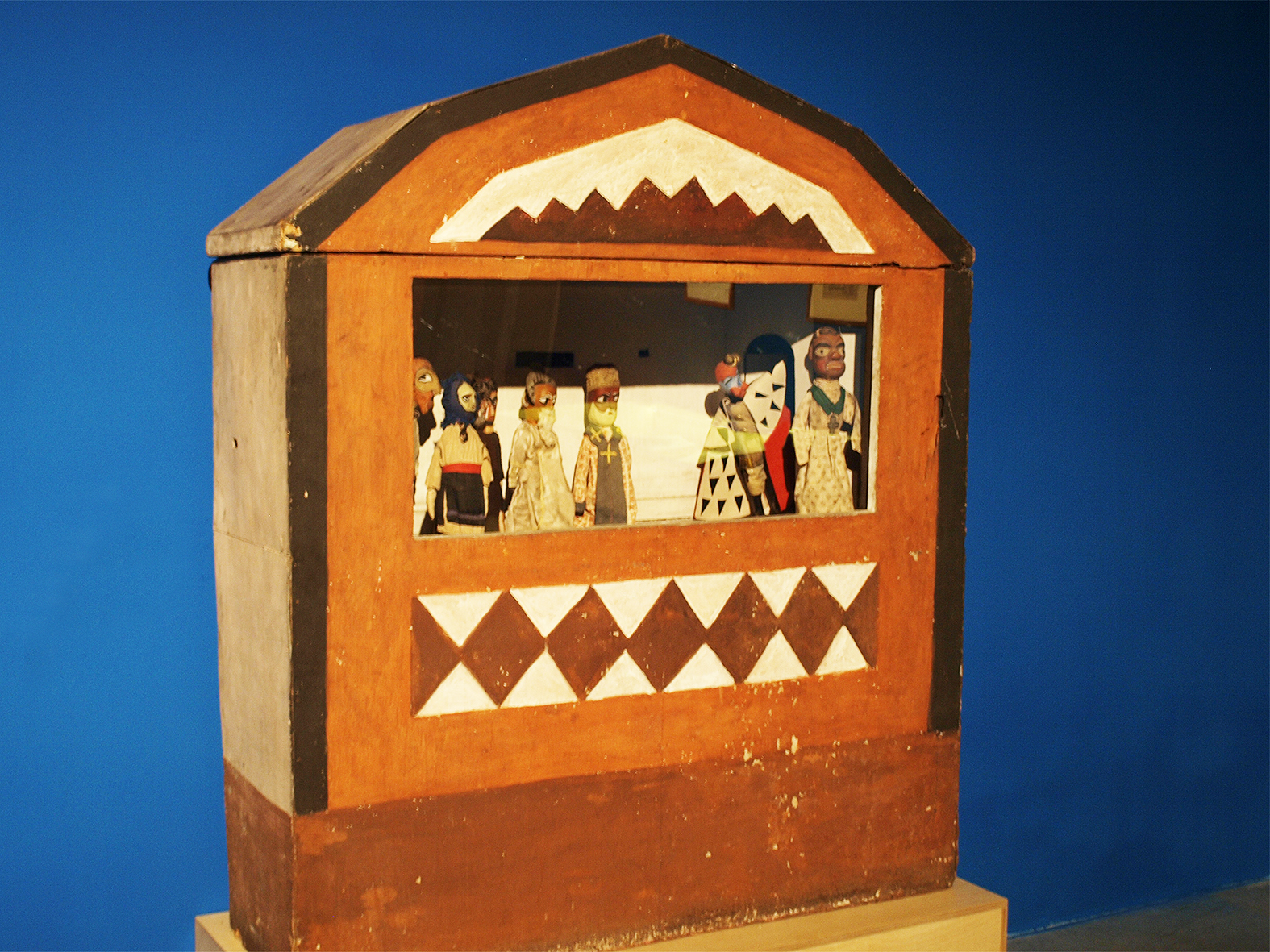
تئاتر عروسکی ( vertep ) ، مژیریا، ۱۹۲۳